# Romhány
Romhány è un comune dell'Ungheria di 2.462 abitanti (dati 2001). È situato nella contea di Nógrád.